# Chun Mee
Chun Mee je priljubljena vrsta kitajskega zelenega čaja. Čaj je od ostalih vrst zelenega čaja bolj kisel in ima manj sladek okus. Chun Mee so sprva gojili samo v kitajski provinci Jiangxi, danes pa ga gojijo in pripravljajo tudi drugod. Pogosto lističe oblikujejo v drobne kroglice in ga prodajajo pod imenom China gunpowder.
Chun mee so skupaj s čajem vrste Assam Bukial proučevali, da bi ugotovili količino kofeina, ki se izloči iz čajnih lističev. Raziskave so pokazale, da je izločanje kofeina iz čajnih lističev dokaj omejeno.